# 米爾波特 (紐約州)
米爾波特（英語：Millport）是位於美國紐約州希芒縣的村。

## 人口
根據2020年美國人口普查的數據，米爾波特的面積為0.90平方千米，皆為陸地。當地共有人口301人，而人口密度為每平方千米334人。